# سيانغوغو
سيانغوغو (شانغوغو سابقًا) هي مدينة وعاصمة منطقة روسيزي في المقاطعة الغربية، رواندا. تقع المدينة في الطرف الجنوبي لبحيرة كيفو، وهي متاخمة لبوكافو، جمهورية الكونغو الديمقراطية، ولكن يفصلها عنها نهر روزيزي. جسرين وسد يعبران حدود النهر.
تحتوي المستوطنة على منطقتين رئيسيتين: سيانغوغو نفسها هي المنطقة منخفضة الكثافة على شاطئ البحيرة ، بينما كاميمبي، المركز الصناعي والنقل ذو الكثافة العالية يقع في الداخل وفي الشمال. يخدم مطار كاميمبي المدينة برحلات جوية 11 مرة في الأسبوع إلى كيغالي.
تقع المدينة بالقرب من غابة نيونغوي، وهي مقصد سياحي شهير، كونها واحدة من آخر مناطق الغابات المتبقية في رواندا وموطن الشمبانزي والعديد من الأنواع الأخرى من الرئيسيات.